# Berezivka (oblast de Kharkiv)
Beriozovka
Berezivka (ukrainien : Березівка) ou Beriozovka (russe : Берёзовка) est une commune urbaine de l'oblast de Kharkiv, en Ukraine. Elle compte 1 581 habitants en 2021.

## Géographie
La commune se situe à 15 kilomètres au sud-ouest de la ville Kharkiv, dans le bassin versant de la rivière Donets.